# Пролитфронт
Пролитфронт (Пролетарский литературный фронт) ― литературное объединение писателей Харьковщины (1930).

## История создания
В 1930 группа харьковских писателей откололась от объединения ВАПЛИТЕ, к ней примкнули некоторые молодые писатели комсомольской писательской организации «Молодняк» и авторы журнала «Литературный ярмарок». Основу группы Пролитфронта составили М. Хвылевый, Г. Эпик, М. Кулиш, И. Момот, Г. Костюк.

## Литературная и общественная деятельность
В своей программе объединение выступило против «пролетарского реализма», выдвинутого ВУСПП, обозначая его как буржуазный стиль, и предлагая работать в стиле «активного романтизма», который в Москве активно пропагандировали А. Воронский и В. Переверзев.
Группа ставила своей целью объединить литераторов Харьковщины на украинских позициях, противостоя указаниям ВУСПП. С апреля 1930 по ноябрь 1930 выпускала ежемесячный журнал «Политфронт», вышло 8 номеров. В журнале печатались М. Хвылевой, Ю. Яновский, В. Мысык, П. Тычина, П. Панч, Ю. Шовкопляк, А. Копыленко, И. Сенченко  и др.
В январе 1931 власти объединение закрыли, некоторые писатели впоследствии вступили в ВУСПП. Пролитфронт позже обвинили в троцкизме, антирусских настроениях, мелкобуржуазном национализме, искажении советской действительности.